# Муха Оксана Теодорівна
Оксана Теодорівна Муха (нар. 1 вересня 1964, Львів) — українська модельєрка весільних та вечірніх суконь. Станом на березень 2022 року, компанія Oksana Mukha мала філії в Україні, Росії, Франції, Італії, Молдові та Польщі. Сукні цього бренду одягали Марина Порошенко, королівська родини у Франції, імператорського дому в Токіо, актори, зірки сцени та оперні співачки.

## Біографія
Народилася 1 вересня 1964 р. у Львові. Її мати займалася шиттям, Оксана з дитинства відчувала потяг до шиття. У школі почала створювати моделі одягу. 1985 року Оксана стала студенткою Національної академії мистецтв. 1990 року відкрила власну справу, що згодом отримала назву Oksana Mukha. 1994 року заснувала підприємство «Галвестмода».
2006 року почала співпрацю з компанією «Diamond Bridal Gallery» в Каліфорнії, почала роботу в Італії (Модена) і Казахстані (Алмати).
2007 року почала працювати в Преторії в ПАР та Литві (Каунас).
2008 року ккомпанія почала роботу в Франції.
2009 року брала участь у показі весільних суконь «Carrousel du Louvre» у Парижі, де показувала 15 моделей колекції 2010 року.
Член спілки дизайнерів України.

## Кар'єра
Закінчивши Академію мистецтв за фахом «художник-модельєр» в 1990 році, Муха створила в Україні підприємство з виготовлення святкового жіночого одягу за міжнародними стандартами у промислових масштабах.
В 1991 році розпочала бізнес зі створення весільних суконь у власній квартирі, потім у орендованому ательє.
З 1994 року компанія почала діяти як «Галвестмода». 1996 року представила колекцію на виставці.
2006 року заснувала бренд Oksana Mukha.

## Бренд Oksana Mukha

Логотип бренду

Бренд Oksana Mukha був першим брендом весільних і вечірніх  суконь в Україні, який вніс елементи «haute couture» до своїх образів.
У 2000 році її компанія відкрила брендовий салон в Львові площею 400 м2. 2004 року компанія почала продавати одяг у Німеччині.
2008 року відкрито бутік «Oksana Mukha Paris» у Франції.
У жовтні 2009 року представлено колекцію весільних моделей у Парижі в рамках 115-річного ювілею Swarovskі. 5 суконь з колекції були представлені на подіумі, сукня «Crystal Swan» з унікальною  вишивкою кристалами, була виставлена серед 5 моделей брендів у виставковому залі Swarovski в Луврі.
2020 року бренд провів онлайн-презентацію колекції. Цього року представництва Oksana Mukha відкриті у Парижі, Празі, Торонто, Мельбурні, Дортмунді, Падуї, Каунасі, Ризі, Таллінні, Варшаві, Ташкенті, Алма-Аті, Маямі, Нью-Йорку, Бухаресті, Токіо, Сіднеї, Дубаї, в Венесуелі, ПАР та ін.

### Відомі клієнтки
- Олександра Клепачка, представниця Польщі на конкурсі «Міс Всесвіт 2022» на гала-вечорі перед відкриттям конкурсу[17].
- Оксана Білозір, Ілона Гвоздьова, Зоряна Кушплер, Оксана Муха, Мелані Модран, оперна діва Парижу Анна Касьян та Марина Порошенко, Лаура Лемпіка, Джессіка Мінь Ан, Офелія Мезіно, Єва Колас та Катерина Осадча[18][19][2][20][3].
- Анна, онука Шарля де Голля, обрала дві сукні від бренду Oksana Mukha в Паризькому бутику для свого весілля[21].
- Колекції Оксани Мухи були представлені в журналіах: «Sposa Book», «Collezioni Sposa», «Collezioni Haute Couture» (Італія), «OK!», «Wedding Magazine», «inSTYLE», «Elle Spain», «New York Times Weekly», «MODATEX», «PannaMłoda», «Forever», «Point De Vue» (Франція), «Elle Italy», «Vogue», «HAUTE COUTURE Spouse» та «Harper's Bazaar Vietnam»[22].

## Нагороди
- 2008 — компанія нагороджена гран-прі на виставці «Zloty Wieszak» (Люблін)[23].
- 2010 — № 2 серед у сфері «Виробництво іншого одягу та аксесуарів», орден «Зірка економіки України», сертифікат «Керівник року 2010» за версією «Ліги кращих»[22].
- 2013 — Орден королеви Анни «Честь вітчизни»[21].
- 2011 — найкращий весільний дизайнер за версією Ukrainian Wedding Awards[6][24].

## Родина
- Чоловік — Яловий Василь Володимирович, дизайнер та архітектор
- Син Всеволод (юрист), доньки —Катерина (креативний директор) та Соломія (SMO бренду)[25]